# شمال دور (فیلم ۱۹۸۸)
شمال دور (به انگلیسی: Far North) فیلمی محصول سال ۱۹۸۸ و به کارگردانی سام شپارد است. در این فیلم بازیگرانی همچون جسیکا لنگ، چارلز دارنینگ، تس هارپر، دونالد موفات، آن ودجورث، پاتریشا آرکت و نینا دراکستن ایفای نقش کرده‌اند.